# Степное (Уссурийский городской округ)
В Приморском крае в Михайловском районе тоже есть село Степное.
В Приморском крае в Спасском районе тоже есть село Степное.
Степно́е — село в Уссурийском городском округе Приморского края. Входит в состав Новоникольской территории. Основано в 1932 году.

## География
| С-З |                                 | Галёнки ~ 11 км      |                   | С-В |
| З   | Элитное ~ 5 км Покровка ~ 21 км | Роза ветров          |                   | В   |
| Ю-З |                                 | Новоникольск ~ 18 км | Уссурийск ~ 28 км | Ю-В |

## Население
| 2002 | 2010 |
| ---- | ---- |
| 609  | ↗651 |

## Улицы
| - ул. Елхина, - ул. Западная, - ул. Новая, | - пер. Новый, - ул. Центральная, - пер. Школьный. |

## Экономика
Основу экономики составляет сельское хозяйство.